# أنت جميلة جدا (أغنية)
أنتِ جميلة جدًا (بالإنجليزية: You Are So Beautiful)، هي أغنية كتبها بيلي بريستون وبروس فيشر، وصدرت لأول مرة في عام 1974 في الألبوم التاسع لبريستون، «الأطفال وأنا The Kids & Me»، وفي وقت لاحق من نفس العام، أصدر المغني الإنجليزي جو كوكر نسخة أبطأ من نسخة بريستون في ألبومه «يمكنني تحمل بعض الأمطار I Can Stand a Little Rain» لتصبح واحدة من أكثر الأغاني الرائجة لكوكر، وتصعد للمركز الخامس على قائمة البيلبورد في الولايات المتحدة، والمركز الرابع في قائمة أفضل الأغاني الكندية.
بعض المصادر تنسب إلى دينيس ويلسون من فريق بيتش بويز، المساهمة في نشأة الأغنية، وقام ويلسون بأداء الأغنية مع فريقه من أواخر السبعينيات فصاعدًا. قدم كثيرًا من المغنين (167 فنان) نسخهم الخاصة من هذه الأغنية ومنهم: راي ستيفنز وكيني روجرز وبوني تايلر وبريان كينيدي وكيني رانكين، كما ظهرت الأغنية أيضًا في العديد من الأفلام والبرامج التلفزيونية والإعلانات.

## خلفية الأغنية
كتب بيلي بريستون الأغنية كنوع من التقدير لوالدته التي كانت تعمل ممثلة مسرحية، وشعر بريستون بالذهول عندما علم أن صديقه المغني سام مور كان يغني الأغنية كوسيلة لجذب الشابات في كل مرة يغنيها في حفلة موسيقية، وفي حوار للمغني مور، قال إن بريستون أكد له أن المقصود في الأغنية هي والدته.

## الاستقبال النقدي
أشار مارك لي من الديلي تلغراف إلى البداية التأملية للأغنية، مصحوبة فقط بالبيانو، متبوعة بـ «أوتار خصبة» تكتسح وتحمل صوت جو كوكر في نشوة عاطفية. أضاف لي أن الأغنية، وهي واحدة من أشهر أعمال كوكر، كانت مثالًا جيدًا على قدرة كوكر (وهو صاحب الصوت الأجش) على أن يكون لطيفًا ومثيرًا بشكل رائع.

## طاقم العزف والتسجيل
جو كوكر: غناء
نيكي هوبكنز: بيانو
ديف مكدانيل: جيتار باس
جيمي ويب: التوزيع (التوزيع في الموسيقى هو تكييف اللحن ليناسب المغني غير الذي كتب من أجله في الأصل، مع الإحتفاظ في نفس الوقت بالطابع العام للأصل)

## كلمات الأغنية
أنتِ جميلة جدًا You are so beautiful
في نظري To me
أنتِ جميلة جدًا You are so beautiful
في نظري To me
ألا ترين؟ Can't you see
كل ما كنت أتمناه Everything I hoped for
أنتِ كل ما أحتاجه You're everything I need
أنتِ جميلة جدًا You are so beautiful
في نظري To me
أنتِ جميلة جدًا You are so beautiful
في نظري To me
أنتِ جميلة جدًا You are so beautiful
في نظري To me
ألا ترين؟ Can't you see
أنتِ كل ما كنت أتمناه You're everything I hoped for
كل ما أحتاجه Everything I need
أنتِ جميلة جدًا You are so beautiful
في نظري To me

## وصلات خارجية
https://www.songfacts.com/facts/joe-cocker/you-are-so-beautiful أنت جميلة جدا (أغنية)
https://secondhandsongs.com/work/41771/versions أنت جميلة جدا (أغنية)
https://www.youtube.com/watch?v=WvAr9umnZ54 أنت جميلة جدا (أغنية)